# Лунино (Саратовская область)
Лу́нино — село в Турковском районе Саратовской области. Входит в Рязанское муниципальное образование.

## История
Основано в 1740 году переселенцами из села Лунино Пензенской губернии основано с.Лунино (Турковский район)
.

## Население
| 2002 | 2010 |
| ---- | ---- |
| 281  | ↘250 |